# Rashid Abdulrahman
Rashid Abdulrahman Al Hosani (Sharjah, 20 ottobre 1975) è un ex calciatore emiratino, di ruolo centrocampista.